# Brand på M/S Takoradian ved Islands Brygge
|  | Denne artikel er oprettet af botten Steenthbot ud fra en ekstern database. Den kan derfor have sproglige fejl eller mangler. Denne skabelon kan fjernes efter kontrol af indholdet. |

Brand på M/S Takoradian ved Islands Brygge er en dansk dokumentarisk optagelse fra 1948.

## Handling
Brandslukningsøvelse i fabriksområde, formodentlig demonstration af slukning med kulsyre. Oversigtsbilleder af kajen ved Islands Brygge ved vintertide med lastskibet "Benny Skou", som losses. Samme sted er der udbrudt brand på M/S Takoradian fra Liverpool, der brændte 6. oktober 1948. Brandslukningen følges. Ødelæggelserne er omfattende.